# حسین‌آباد، دهسرد
حسین‌آباد یک روستا در ایران است که در استان کرمان واقع شده‌است.